# Hakusensha

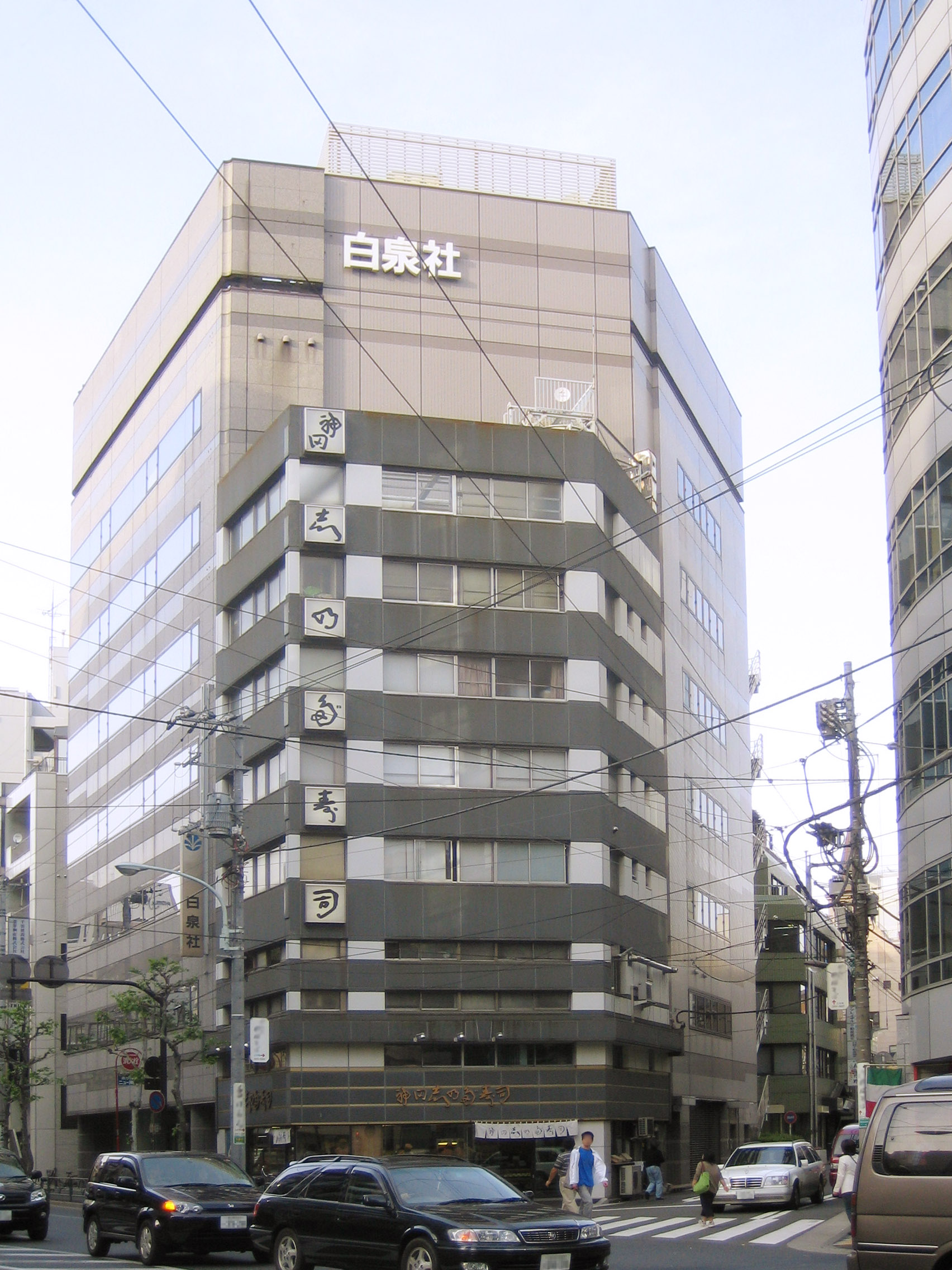
Hakusensha headquarters
Edifício sede da editora

Hakusensha é uma editora japonesa, fundada em dezembro de 1973 pela Shueisha, mas agora separou-se desta editora. Apenas mangás no estilo shōjo e seinen.

## Revistas Publicadas
- Hana to Yume
- Bessatsu Hana to Yume
- LaLa
- LaLa DX
- Shōnen Jets (não é mais publicada)
- Melody
- Silky
- Young Animal
- Young Animal Arashi
- HanaMaru Black
- Le Paradis
- Shōsetsu HanaMaru
- Moe
- Kodomo Moe

## Mangás Publicados
- A Princesa Oferenda e o Rei das Feras
- Ai Yori Aoshi
- Angel Sanctuary
- Berserk
- Descendants of Darkness
- Conde Cain
- Fruits Basket
- Futari H
- Gakuen Alice
- Godchild
- Hana Kimi
- Kaichō wa Maid-sama!
- Nana to Kaoru
- Ouran High School Host Club
- Skip-Beat!
- Vampire Knight
- Wild Ones